# Takahiro Tamura

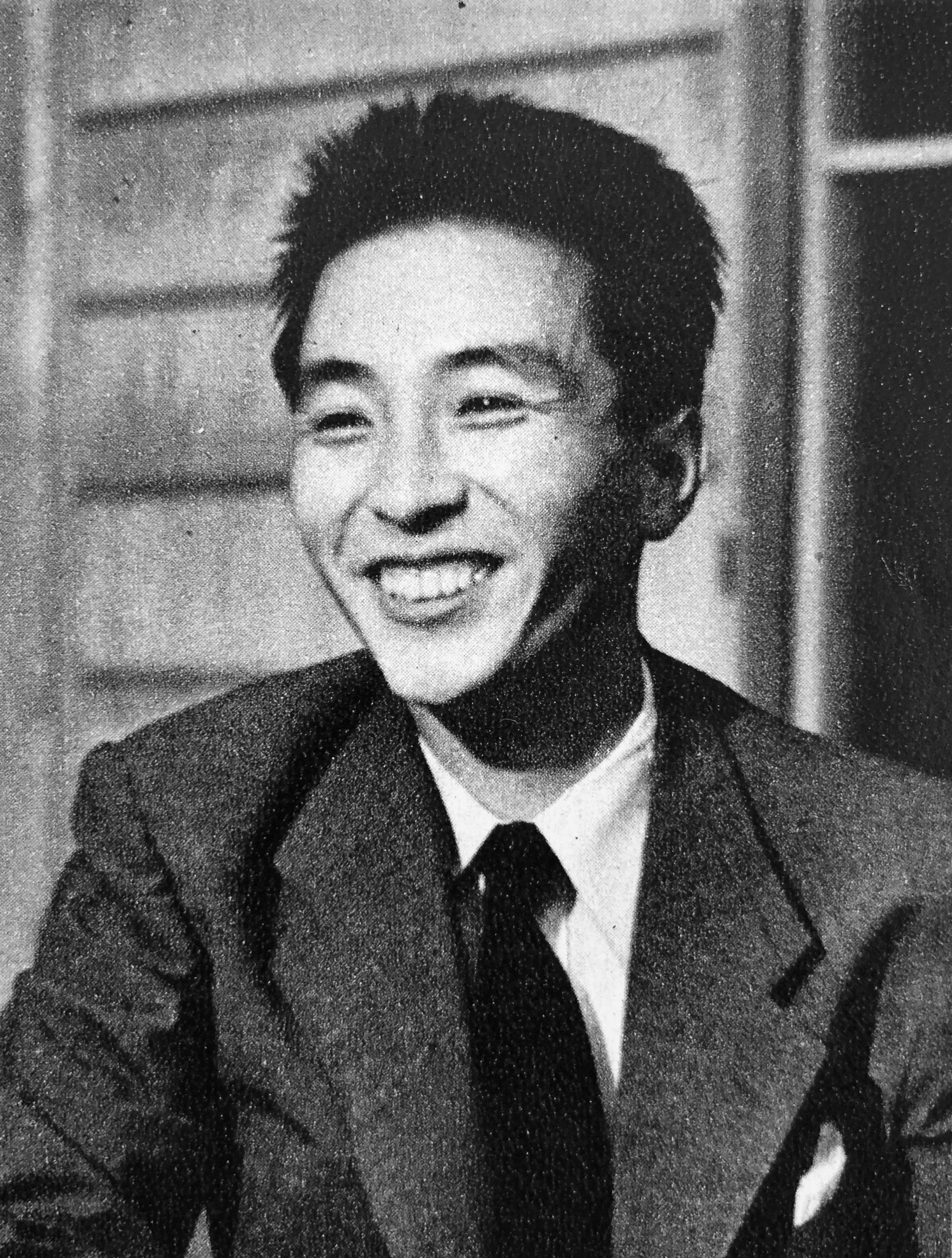
Takahiro Tamura (1954)

Takahiro Tamura (jap. 田村高廣 Tamura Takahiro; * 31. August 1928 in Kyōto; † 18. Mai 2006 in Tokio) war ein japanischer Schauspieler.

## Leben
Tamura war der Sohn des japanischen Schauspielers Bandō Tsumasaburō (1901–1953), der seit den frühen Tagen des Stummfilms zu den populärsten Samurai-Darstellern des Landes gehörte und später eine eigene Studioproduktion aufbaute.
Tamura spielte seine erste vielbeachtete Filmrolle 1954 unter der Regie von Keisuke Kinoshita in dem Kriegsdrama Vierundzwanzig Augen, das den Leidensweg von zwölf Oberschülern und ihrer Lehrerin während des Zweiten Weltkrieges erzählt. Die Produktion wurde im Folgejahr mit dem Golden Globe als bester fremdsprachiger Film ausgezeichnet.
Besonders populär wurde Tamura in seinem Heimatland durch die Filmreihe Heitai Yakuza um den beliebten Filmstar Shintarō Katsu (1931–1997). Ab 1965 wirkte Tamura in insgesamt acht Filmen der Reihe mit, die auch im anglo-amerikanischen Raum unter dem Titel The Hoodlum Soldier aufgeführt wurde.
Darüber hinaus spielte er in zahlreichen Abenteuer-, Kriegs- und Samuraifilmen; oft in der Rolle von Autoritäten (Offiziere, Gouverneure und sogar als Shōgun). Zu seinen Filmen gehören Nagisa Ōshimas Im Reich der Leidenschaft, das Nachkriegsdrama Schmutziger Fluss und der Historienfilm Das Blut der Seidenstraße. In der erfolgreichen Fernsehserie Die Rebellen vom Liang Shan Po (nach dem chinesischen Volksbuch „Die Räuber vom Liang-Schan-Moor“ aus dem 13. Jahrhundert) verkörperte er den Gouverneur Chai Chin. Mehrfach spielte er neben den japanischen Top-Stars Toshirō Mifune (Akage, Gion matsuri, Shinsengumi) und Takashi Shimura (Doran, Satogashi ga kowareru toki und Über alle Meere). 1988 wirkte er zudem in einem Film über seinen Vater, Bantsuma – Das Leben des Bando Tsumasaburo, mit. Seine international bekannteste Rolle dürfte die des „Lt. Commander“ Fuchida Mitsuo im Kriegsfilm Tora! Tora! Tora! über den japanischen Angriff auf Pearl Harbor sein.
Takahiro Tamura starb am 18. Mai 2006 in der japanischen Hauptstadt an einem Schlaganfall.
Seine jüngeren Brüder Masakazu Tamura (1943–2021) und Ryo Tamura (* 1946) sind ebenfalls als Schauspieler tätig.

## Filmografie (Auswahl)
- 1954: Onna no sono
- 1954: Vierundzwanzig Augen (Nijushi no hitomi)
- 1957: Samurai Nippon
- 1962: Ein erfülltes Leben (Mitasareta seikatsu)
- 1965: Heitai yakuza (internationaler Verweistitel The Hoodlum Soldier)
- 1965: Zoku heitai yakuza
- 1965: Seisaku no Tsuma
- 1966: Shin heitai yakuza
- 1966: Heitai yakuza datsugoku
- 1966: Heitai yakuza daidasso
- 1967: Heitai yakuza ore ni makasero
- 1967: Heitai yakuza nagurikomi
- 1967: Satogashi ga kowareru toki
- 1968: Heitai yakuza godatsu
- 1968: Nemuri Kyoshiro 10: Onna jigoku
- 1968: Gion matsuri
- 1969: Shinsengumi
- 1969: Akage
- 1970: Tora! Tora! Tora!
- 1974: Karafuto 1945 Summer Hyosetsu no Mon
- 1977: Die Rebellen vom Liang Shan Po (The Water Margin)
- 1978: Im Reich der Leidenschaft (Ai no borei)
- 1980: Doran
- 1980: Über alle Meere (Tempyo no iraka)
- 1981: Schmutziger Fluß (Doro no kawa)
- 1985: Frühlingspferdchen (Harukoma no uta)
- 1986: Oedipus no yaiba
- 1987: Der Bärenfänger (Itazu – Kuma)
- 1988: Bantsuma – Das Leben des Bando Tsumasaburo (Bantsuma – Bando Tsumasaburo no shogai)
- 1988: Das Blut der Seidenstraße (Dun Huang)
- 1996: Sanctuary: The Movie
- 1996: Der schlafende Mann (Nemuru otoko)
- 2001: I Love Friends
- 2003: I Love Peace